# Conselho de Gales e das Marcas

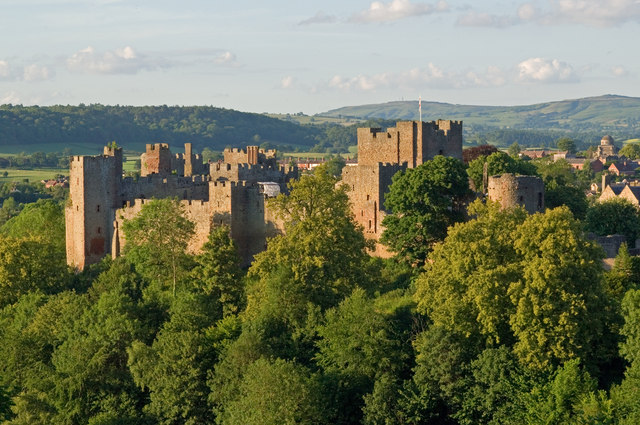
Castelo de Ludlow

A Corte do Conselho do Domínio e Principado de Gales, e das Marcas do mesmo (em inglês:  Court of the Council in the Dominion and Principality of Wales, and the Marches of the same), comumente chamado Conselho de Gales e das Marcas (em inglês:  Council of Wales and the Marches; em galês:  Cyngor Cymru a'r Gororau) foi um corpo administrativo regional baseado no Castelo de Ludlow, dentro do Reino da Inglaterra, entre os séculos XV e XVII, semelhantemente ao Conselho do Norte. Sua área de responsabilidade era variada, mas em geral cobria todo o País de Gales moderno, além das marcas galesas (sua parte inglesa conhecida como as Terras Perdidas Galesas) de Shropshire, Herefordshire, Worcestershire, Cheshire e Gloucestershire/Bristol. Foi abolido em 25 de julho de 1689, após a Revolução Gloriosa, sem resistência dos próprios galeses.